# Церква Різдва Пресвятої Богородиці (Жмеринка)

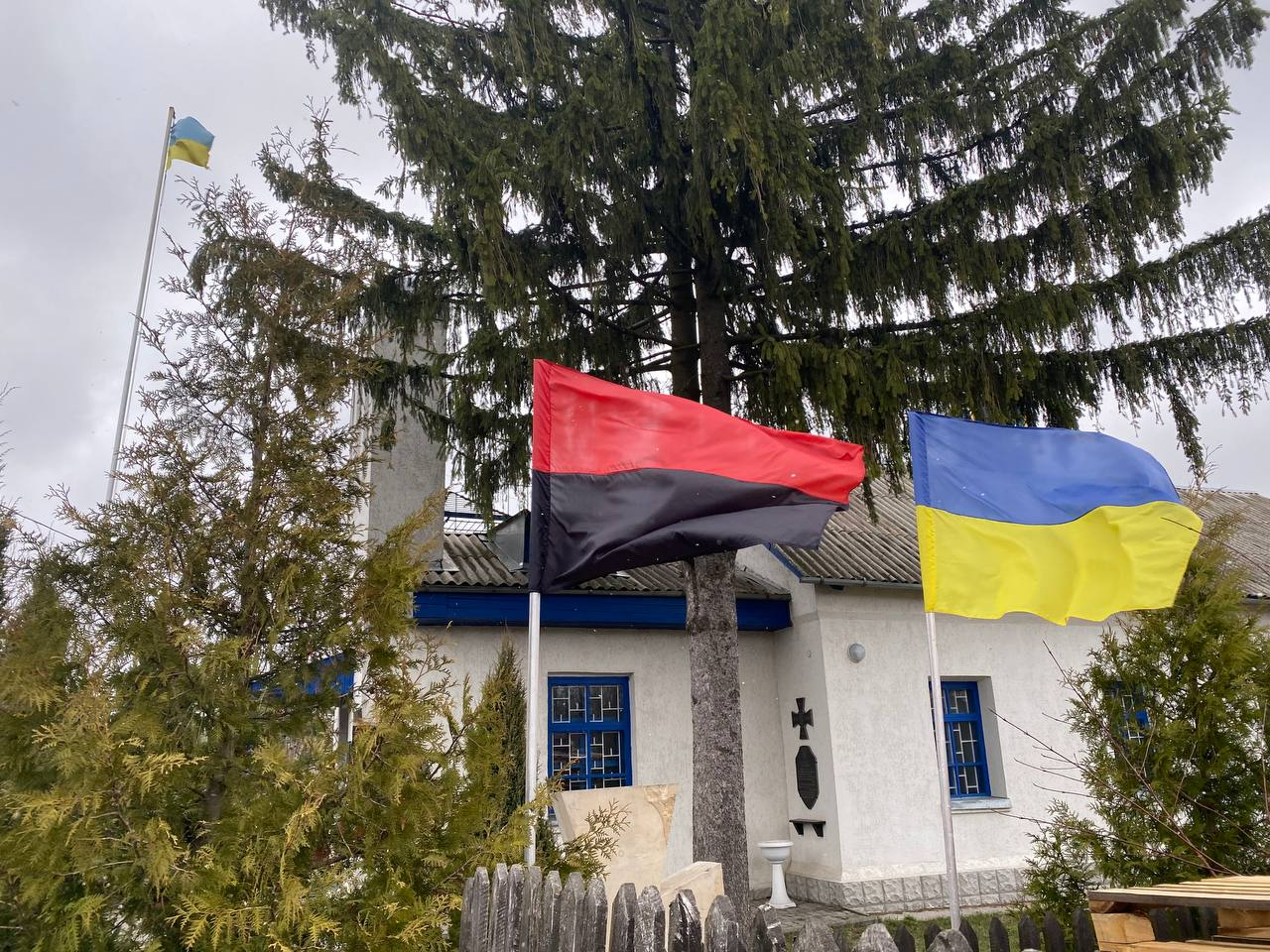
Церква Різдва Пресвятої Богородиці, Жмеринка

Церква Різдва Пресвятої Богородиці - церква у м. Жмеринка, Жмеринського району, Вінницької області, Україна. Розташована на вул. Миколи Борецького, 39. Спершу автокефальна церква, згодом увійшла до складу ПЦУ.

### Історія
Церква Різдва Пресвятої Богородиці розташована на півночі Жмеринки на території колишнього військового містечка №2. Побудована з будівель, історія яких сягає самого початку існування жмеринської залізниці, це друга половина - кінець 19 ст. Тоді також будувалася військова частина, в якій пізніше базувалися 11, 12 стрілецькі полки російської царської стрілецької армії.
Центральна частина церкви, одна з небагатьох, які уціліли до нашого часу, оскільки більшість навколишніх будівель були знищені, особливо в період Другої світової війни.

Поряд з церквою, де зараз садок, дуже багато залишків гранітних фундаментів від старих будівель.

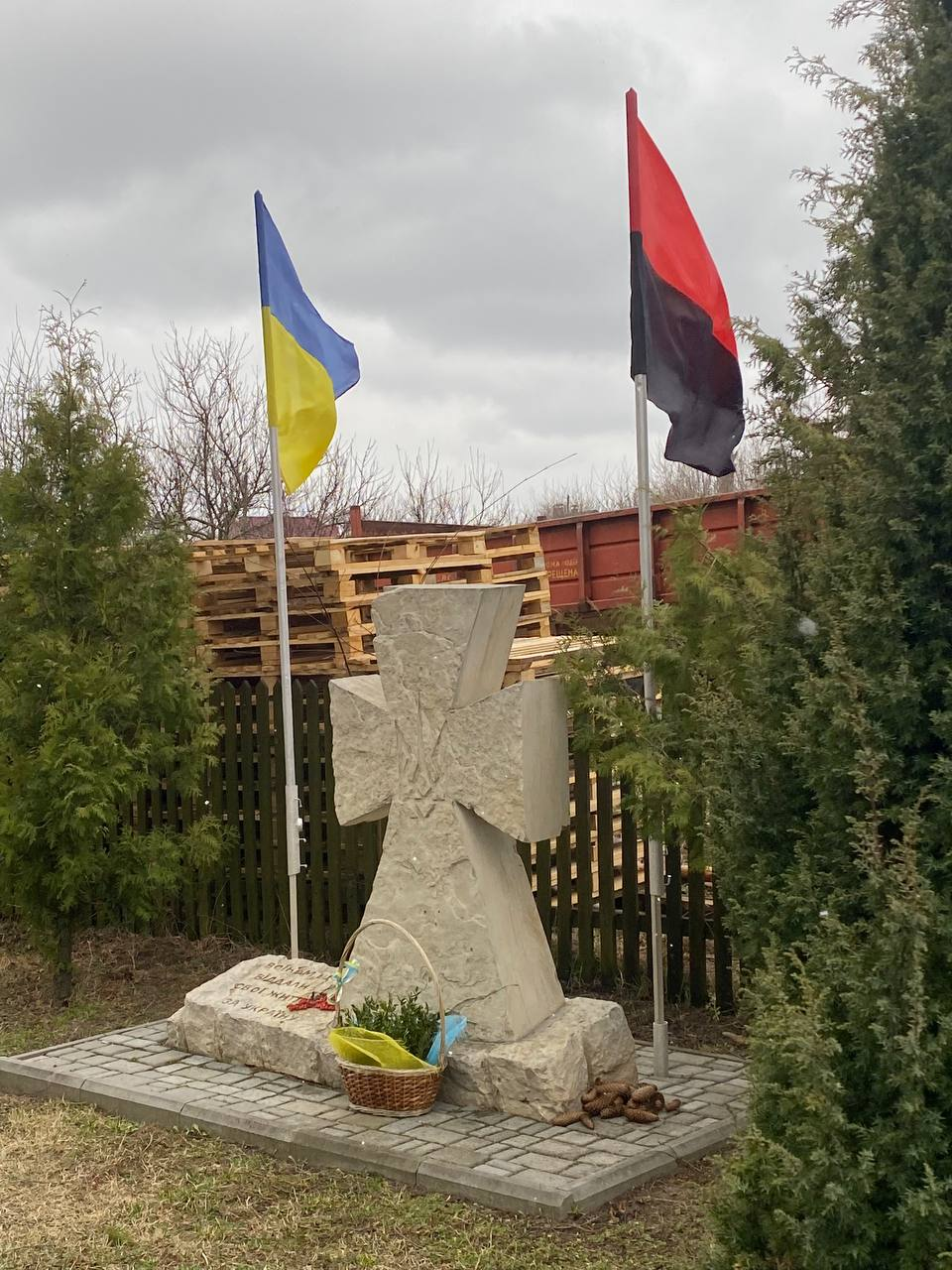
Козацький хрест з написом: "Воїнам, що віддали свої життя за Україну"

Центральна частина храму являє собою напівсферичні муровану стелю. З часом була добудована дзвіниця, добудований постійний вівтар.
Сучасна історія церкви тут розпочалася восени 1996 р., коли рішенням тодішнього міського голови Людвіка було надано у власність громаді УАПЦ дві будівлі на території військової частини 2. Маленька на той час, дуже нечисельна громада, починає працювати, хто що має той несе.
24 травня 2000 р. — освятили престол і почато  регулярне служіння літургій. Церква почала діяти, свята євхаристія кожної неділі і кожного свята.
Богослужіння — виключно українською мовою. Немає цін, такс, остільки Святе Письмо, вселенські собори забороняють симонію, продажу святого духа через гроші чи щось інше матеріальне.

### Пам'ятні дошки
На території церкви є меморіальні дошки воїнам першої світової війни, героям визвольної війни 1918-1921 рр. УНР та УГА, святому новомученику, митрополиту Київському та всієї України, колишньому міському священику та учителю жмеринських гімназій Миколі Борецькому. Встановлений камінний козацький хрест воїнам-захисникам України та меморіальна дошка винахіднику польової кухні, Антону Турчановичу.
10-го листопада 2019 р. у храмі Різдва Пресвятої Богородиці встановили меморіальну дошку в пам’ять про Матеюка Антонія Васильовича – протопресвітора, головного військового священника Дієвої армії УНР, генерал-хорунжия та члена Центральної Ради УНР.